# Olimpijski Turniej Kwalifikacyjny FIBA
Olimpijski Turniej Kwalifikacyjny FIBA (oficjalna nazwa: FIBA World Olympic Qualifying Tournament) – ostatni turniej kwalifikacyjny do koszykarskiego turnieju olimpijskiego, znany również pod nazwą Pre-Olympic Basketball Tournament. W turnieju biorą udział reprezentacje narodowe ze wszystkich stref FIBA, które nie zakwalifikowały się do udziału w letnich igrzyskach olimpijskich na innych imprezach, bądź jako obrońcy tytułu. 
Od 2012 roku do udziału w turnieju olimpijskim jest kwalifikowana drużyna aktualnego mistrza świata mężczyzn i kobiet, 7 drużyn męskich i 5 żeńskich na podstawie rezultatów mistrzostw kontynentalnych oraz 3 zespoły męskie i 5 żeńskich poprzez olimpijski turniej kwalifikacyjny.
Dodatkowo do igrzysk awansuje automatycznie zespół gospodarza imprezy.

## Turniej mężczyzn

### Rezultaty
| Rok  | Gospodarz  | Zwycięzca        | 2. miejsce       | 3. miejsce |
| ---- | ---------- | ---------------- | ---------------- | ---------- |
| 1960 | Bolonia    | Jugosławia       | Polska           | Węgry      |
| 1964 | Jokohama   | Meksyk           | Australia        | Kanada     |
| 1968 | Monterrey  | Hiszpania        | Polska           | Urugwaj    |
| 1972 | Augsburg   | Polska           | Hiszpania        | Bułgaria   |
| 1976 | Hamilton   | Jugosławia       | Czechosłowacja   | Meksyk     |
| 1980 | Szwajcaria | Włochy           | Czechy           | Hiszpania  |
| 1984 | Francja    | ZSRR             | Hiszpania        | Francja    |
| 1988 | Holandia   | ZSRR             | Jugosławia       | Hiszpania  |
| 1992 | Hiszpania  | Litwa            | Chorwacja        | WNP        |
| 2008 | Ateny      | Grecja Chorwacja | Grecja Chorwacja | Niemcy     |
| 2012 | Caracas    | Rosja Litwa      | Rosja Litwa      | Nigeria    |

### Liderzy strzelców
| Rok  | Zawodnik           | Średnia |
| ---- | ------------------ | ------- |
| 1960 | Lieh Chen Tau      | 25,7    |
| 1964 | Kari Liimo         | 24,4    |
| 1968 | Jeorjos Kolokithas | 22,8    |
| 1972 | Wayne Brabender    | 23,9    |
| 1976 | Edward Jurkiewicz  | 23,4    |
| 1980 | Hervé Dubuisson    | 23,3    |
| 1984 | Nikos Galis        | 31,6    |
| 1988 | Nikos Galis        | 28,4    |
| 2008 | Dirk Nowitzki      | 26,6    |
| 2012 | Bo McCalebb        | 26,3    |

| Rok  | Zawodnik           | Punkty |
| ---- | ------------------ | ------ |
| 1960 | Lieh Chen Tau      | 154    |
| 1964 | Kari Liimo         | 195    |
| 1968 | Jeorjos Kolokithas | 182    |
| 1972 | Wayne Brabender    | 215    |
| 1976 | Edward Jurkiewicz  | 117    |
| 1980 | Hervé Dubuisson    | 232    |
| 1984 | Nikos Galis        | 284    |
| 1988 | Antonello Riva     | 260    |
| 2008 | Dirk Nowitzki      | 133    |
| 2012 | Al Horford         | 90     |

## Rezultaty turnieju kobiet
| Rok  | Gospodarz | Zwycięzca         | 2. miejsce | 3. miejsce |
| ---- | --------- | ----------------- | ---------- | ---------- |
| 1976 | Hamilton  | Stany Zjednoczone | Bułgaria   | Polska     |
| 1980 | Warna     | Stany Zjednoczone | Bułgaria   | Kuba       |
| 1984 | Santiago  | Chiny             | Jugosławia | Kanada     |
| 1988 | Malezja   | ZSRR              | Jugosławia | Chiny      |
| 1992 | Vigo      |                   |            |            |
| 2008 | Madryt    | Białoruś          | Brazylia   | Czechy     |
| 2012 | Ankara    | Czechy            | Chorwacja  | Turcja     |